# Edward Henry Howard
Edward Henry Howard (né le 13 février 1829 à Nottingham et mort le 16 septembre 1892 à Brighton au Royaume-Uni), est un prêtre catholique britannique, créé cardinal en 1877.

## Biographie
Descendant de la famille Fitzalan-Howard des ducs de Norfolk, tout comme Philip Howard, il est petit-neveu du Henry Howard-Molyneux-Howard (1766-1824).
À la curie romaine, notamment au sein de la « Congregatio de Propaganda Fide pro negotiis ritus orientalis » (Congrégation pour les Églises Orientales), il est nommé archevêque titulaire de Néocésarée-du-Pont (de) et suffragant de Frascati en 1872 et est consacré le 30 juin de la même année par Carlo Sacconi avec comme co-consécrateurs Salvatore Nobili Vitelleschi et Xavier de Merode. Le pape Pie IX le crée cardinal lors du consistoire du 12 mars 1877. Préfet de la Congrégation de la Fabrique de Saint-Pierre, il participe au conclave de 1878, lors duquel Léon XIII est élu pape.
Edward Henry Howard tombe malade en 1887 et retourne en Angleterre.

## Succession apostolique
Edward Henry Howard a ordonné les évêques suivants :
- Archevêque Pietro Pace (pl) (1877)
- Évêque George Rigg (en) (1878)
- Évêque Christophore Cosandey (1880)
- Archevêque Federico Pietro Foschi (1880)
- Cardinal Casimiro Gennari (1881)
- Archevêque Alfonso Maria Giordano (it), C.SS.R. (1881)
- Évêque Robert Aston Coffin (en), C.SS.R. (1882)
- Cardinal Mariano Rampolla del Tindaro (1882)
- Évêque Giovanni Battista Mantovano, O.M. (1883)
- Évêque Hippolyte-Louis Agosto (bg), C.P. (1883)
- Évêque Johannes Joseph Koppes (it) (1883)
- Évêque James Joseph Carbery, O.P. (1883)
- Archevêque Federico Pizza (it) (1884)
- Évêque Vincenzo Addessi (1884)
- Évêque Pasquale Maria Jaderosa (1884)
- Évêque Stanislao Maria de Luca (1884)

## Distinctions honorifiques
- : bailli profès de l'ordre souverain de Malte
- : grand-croix de l'ordre de la Couronne royale d'Hawai (en).